# 科馬里夫卡 (布羅德區)
50°16′23″N 25°10′51″E / 50.27306°N 25.18083°E
科馬里夫卡（烏克蘭語：Комарівка），是烏克蘭西部的村莊，隸屬利維夫州的佐洛奇夫區。該村面積1.39平方公里，海拔高度211米，2001年人口369，人口密度每平方公里265.09人。